# Nuculana aspecta
Nuculana aspecta är en musselart som först beskrevs av Dall 1927.  Nuculana aspecta ingår i släktet Nuculana och familjen tandmusslor. Inga underarter finns listade i Catalogue of Life.